# إدي لان (لاعب كرة قدم أسترالية)
إدي لان (بالإنجليزية: Eddie Lane)‏ هو لاعب كرة قدم أسترالية أسترالي، ولد في 25 يونيو 1929، وتوفي في 28 مايو 2018.

## وصلات خارجية
- إدي لين على موقع AustralianFootball.com (الإنجليزية)
- إدي لين على موقع AFLtables.com (الإنجليزية)